# Liste der Baudenkmäler in Wonsees

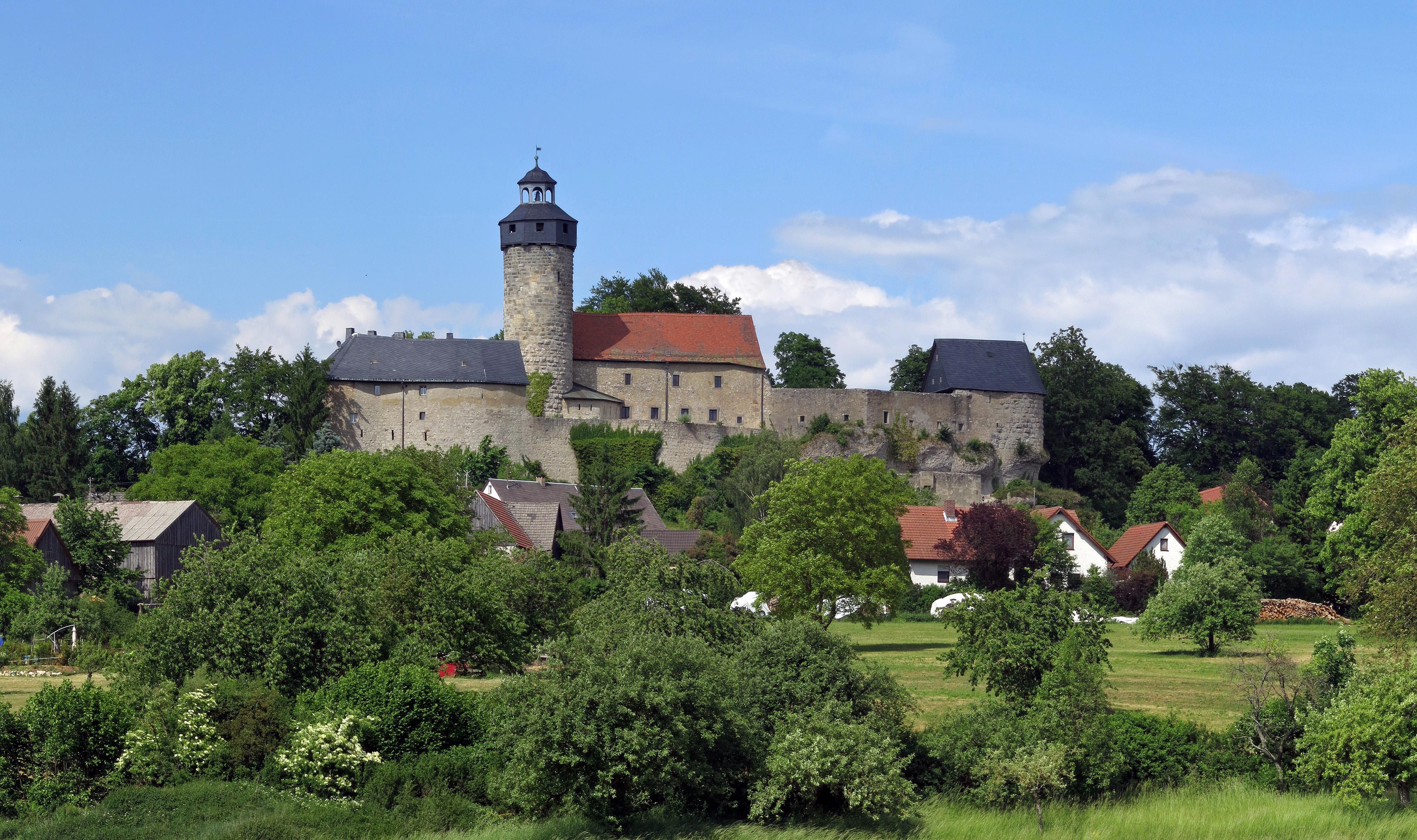
Burg Zwernitz

Auf dieser Seite sind die Baudenkmäler in dem oberfränkischen Markt Wonsees zusammengestellt. Diese Tabelle ist eine Teilliste der Liste der Baudenkmäler in Bayern. Grundlage ist die Bayerische Denkmalliste, die auf Basis des Bayerischen Denkmalschutzgesetzes vom 1. Oktober 1973 erstmals erstellt wurde und seither durch das Bayerische Landesamt für Denkmalpflege geführt wird. Die folgenden Angaben ersetzen nicht die rechtsverbindliche Auskunft der Denkmalschutzbehörde.

## Baudenkmäler nach Gemeindeteilen

### Wonsees
| Lage                                                                                 | Objekt                                             | Beschreibung | Akten-Nr.     | Bild                                       |
| ------------------------------------------------------------------------------------ | -------------------------------------------------- | --- | ------------- | ------------------------------------------ |
| Kulmbacher Straße 2 (Standort)                                                       | Zweites evangelisch-lutherisches Pfarrhaus         | Stattlicher zweigeschossiger Sandsteinquaderbau mit Mezzanin, Walmdach, um 1850–60 Nebengebäude, Sandsteinquaderbau, Walmdach | D-4-77-164-10 | Zweites evangelisch-lutherisches Pfarrhaus |
| Marktplatz 1 (Standort)                                                              | Wohnstallhaus                                      | Eingeschossiger Giebelbau, erstes Viertel 19. Jahrhundert | D-4-77-164-11 | Wohnstallhaus                              |
| Marktplatz 3 (Standort)                                                              | Wohnhaus                                           | Zweigeschossiger Giebelbau, bezeichnet „1873“ | D-4-77-164-12 | Wohnhaus                                   |
| Marktplatz 4, an der Fassade des Rathaus-Neubaus (Standort)                          | Tafel mit Inschrift und Wappen                     | Bezeichnet mit „1355“ und „1760“ | D-4-77-164-13 | Tafel mit Inschrift und Wappen             |
| Marktplatz 4, in der Eingangshalle des Rathauses (Standort)                          | Taubmanngedenksteine                               | Bezeichnet mit „1765“ und „um 1900“ | D-4-77-164-35 | BW                                         |
| Marktplatz 9 (Standort)                                                              | Gasthaus                                           | Zweigeschossiger Traufseitbau, Türrahmung bezeichnet mit „1724“ | D-4-77-164-7  | Gasthaus                                   |
| Marktplatz 16 (Standort)                                                             | Ehemaliges Schul- bzw. Kantoratsgebäude            | An die innere Kirchhofmauer anschließender Halbwalmdachbau mit hohem Kellergeschoss, Tordurchfahrt, zweite Hälfte 19. Jahrhundert, im Kern älter Inschrifttafel, bezeichnet mit „1755“                                                                                                | D-4-77-164-9  | Ehemaliges Schul- bzw. Kantoratsgebäude    |
| Marktplatz 17 (Standort)                                                             | Evangelisch-lutherische Pfarrkirche St. Laurentius | Saalkirche mit spätgotischem Westturm, Langhaus 1725/29 umgebaut, angebautes Beinhaus 15. Jahrhundert; mit Ausstattung | D-4-77-164-1  | weitere Bilder                             |
| Marktplatz 17 (Standort)                                                             | Kirchhof                                           | Mauer des ehemals befestigten Kirchhofs Grabdenkmäler des 16., 18. und frühen 19. Jahrhunderts | D-4-77-164-2  | weitere Bilder                             |
| Marktplatz 17, im neuen Teil des an den Kirchhof anschließenden Friedhofs (Standort) | Kriegerdenkmal für die Opfer von 1914/18           | 1922 errichtet | D-4-77-164-3  | weitere Bilder                             |
| Marktplatz 18, an die Kirchhof-Ummauerung angebaut (Standort)                        | Evangelisch-lutherisches Pfarrhaus                 | Stattlicher Walmdachbau mit hohem Kellergeschoss, bezeichnet mit „1766“ | D-4-77-164-8  | Evangelisch-lutherisches Pfarrhaus         |
| Am Marktplatz (Standort)                                                             | Prangersäule                                       | Stein, vermutlich zweite Hälfte 14. Jahrhundert | D-4-77-164-15 | Prangersäule                               |
| Taubmannstraße 1 (Standort)                                                          | Sogenannte Markt-Mühle                             | Stattlicher zweigeschossiger Bau mit verschiefertem Giebel, verblasster Rankeneinfassung (sog. Stanniolmalerei) und aufgemaltem Hauswappen, Giebel und Türrahmung bezeichnet mit „1730“, im Kern wohl älter Zweigeschossiges gestrecktes Nebengebäude, Fachwerk, Ende 19. Jahrhundert | D-4-77-164-5  | Sogenannte Markt-Mühle                     |
| Taubmannstraße 2 (Standort)                                                          | Ehemaliges Schulhaus und Gerberei                  | Giebelseitiger zweigeschossiger Bau, verputztes Fachwerk, Türrahmung bezeichnet mit „1848“, Gebäude an sich jedoch ca. 100 Jahre älter | D-4-77-164-6  | Ehemaliges Schulhaus und Gerberei          |
| Thurnauer Straße 2 (Standort)                                                        | Türsturz                                           | Sandstein, bezeichnet mit „1782“ | D-4-77-164-4  | Türsturz                                   |
| Thurnauer Straße 9 (Standort)                                                        | Feuerwehrgerätehaus                                | Eingeschossiger giebelständiger Bau, Toreinfahrt bezeichnet mit „1826“ | D-4-77-164-14 | Feuerwehrgerätehaus                        |

### Großenhül
| Lage                   | Objekt        | Beschreibung                                                               | Akten-Nr.     | Bild          |
| ---------------------- | ------------- | -------------------------------------------------------------------------- | ------------- | ------------- |
| Großenhül 5 (Standort) | Wohnstallhaus | Giebelständiger zweigeschossiger Sandsteinquaderbau, bezeichnet mit „1868“ | D-4-77-164-16 | Wohnstallhaus |

### Kleinhül
| Lage                                                           | Objekt                                        | Beschreibung                                                                                     | Akten-Nr.     | Bild                                          |
| -------------------------------------------------------------- | --------------------------------------------- | ------------------------------------------------------------------------------------------------ | ------------- | --------------------------------------------- |
| Kleinhül 2 (Standort)                                          | Wohnstallhaus                                 | Zweigeschossiger Satteldachbau, bezeichnet mit „1904–07“                                         | D-4-77-164-37 | Wohnstallhaus                                 |
| Kleinhül 8 (Standort)                                          | Wohnstallhaus                                 | Zweigeschossiger Sandsteinquaderbau unter Satteldach, Giebel verschiefert, bezeichnet mit „1862“ | D-4-77-164-18 | Wohnstallhaus                                 |
| Kleinhül 12 (Standort)                                         | Wohnstallhaus                                 | Eingeschossiger Sandsteinquaderbau unter Satteldach, bezeichnet mit „1847“                       | D-4-77-164-19 | Wohnstallhaus                                 |
| An der Straße nach Großenhül, 200 m vom Ortsausgang (Standort) | Kriegerdenkmal für die Gefallenen von 1914/18 | Aus Granit-Findlingen zusammengesetzt                                                            | D-4-77-164-20 | Kriegerdenkmal für die Gefallenen von 1914/18 |

### Sanspareil
| Lage                                    | Objekt | Beschreibung | Akten-Nr.     | Bild                          |
| --------------------------------------- | --- | --- | ------------- | ----------------------------- |
| Melm; Wassersteinweg im Grün (Standort) | Teil der Grenzsteinreihe der ehemaligen Hochgerichtsgrenze zwischen dem Fürstentum Brandenburg-Kulmbach und der Herrschaft Thurnau | Grenzvertrag vom 26. Mai 1699; 2 Grenzsteine, hochrechteckige Sandsteinpfeiler mit segmentbogigem Abschluss und Wappen, bezeichnet 1699; weitere Steine dieser Grenzreihe siehe Inv.Nrn.: D-4-77-128-28, D-4-77-128-270, D-4-77-157-53                                                                                    | D-4-77-157-55 | BW                            |
| In Sanspareil (Standort)                | Brunnen | Mit quadratischem Steinbecken und gusseisernem Pfeiler, 1891 | D-4-77-164-31 | Brunnen                       |
| In Sanspareil, vor. Nr. 4 (Standort)    | Brunnen | Rechteckiges Steinbecken mit gusseisernem Pfeiler, 1891 | D-4-77-164-30 | Brunnen                       |
| Sanspareil 10 (Standort)                | Wohnstallhaus | Mit massivem Erdgeschoss und Fachwerkobergeschoss, wohl Anfang 19. Jahrhundert; Backhaus | D-4-77-164-27 | Wohnstallhaus                 |
| Sanspareil 14 (Standort)                | Ehemaliger Burgbrunnen | In den Felsen gehauener Brunnenschacht, wohl 13. Jahrhundert mit quadratischer Umrandung des ehemaligen Brunnenhäuschens, wohl 18./19. Jahrhundert | D-4-77-164-32 | Ehemaliger Burgbrunnen        |
| Sanspareil 17 (Standort)                | Wohnstallhaus | Zweigeschossiger Bau mit Fachwerkobergeschoss und verschiefertem Giebel, erste Hälfte 19. Jahrhundert, Westflügel des Dreiseithofes Zugehörig Nord- und Ostflügel mit Fachwerkobergeschossen | D-4-77-164-26 | Wohnstallhaus                 |
| Sanspareil 29 (Standort)                | Burg Zwernitz | Gestreckte Gesamtanlage mit Vorburg, Niederburg und Hochburg, Archivbau und Bergfried im Kern um 1200, Erweiterungen und Erneuerungen 15. und 17. Jahrhundert, 1746/47 Instandsetzung als Staffage für Felsengarten Sanspareil; mit Ausstattung                                                                           | D-4-77-164-21 | weitere Bilder                |
| Sanspareil 31 (Standort)                | Ehemaliges Kastenamt der Burg | Eingeschossiger Krüppelwalmdachbau, 15./16. Jahrhundert, im 18. Jahrhundert erneuert Toranbau mit Stützmauerung, ehemaliges äußeres Burgtor | D-4-77-164-25 | Ehemaliges Kastenamt der Burg |
| Sanspareil 33 (Standort)                | Wohnhaus | Zweigeschossiger Traufseitbau, im Kern wohl 16./17. Jahrhundert, Außenerscheinung 18. Jahrhundert Angebaute giebelständige Scheune | D-4-77-164-24 | Wohnhaus                      |
| Sanspareil 34 (Standort)                | Felsengarten | 1434 erstmals erwähnt, 1745–48 im Auftrag von Markgräfin Wilhelmine von Bayreuth von Joseph Saint-Pierre als Felsen- und Landschaftsgarten mit zahlreichen Parkbauten sowie Grotten und Felsen gestaltet, erhalten sind der Morgenländische Bau (Hainbau), der ehemalige Küchenbau und das Felsentheater; mit Ausstattung | D-4-77-164-22 | weitere Bilder                |
| Sanspareil 34 (Standort)                | Sogenannter Hainbau oder Morgenländischer Bau                                                                                      | Ehemaliges Nebengebäude der zum Felsengarten gehörigen Bauten, eingeschossiger Sandsteinquaderbau, wohl 18./19. Jahrhundert | D-4-77-164-28 | weitere Bilder                |
| Sanspareil 35 (Standort)                | Wohnhaus | Zweigeschossiger Traufseitbau, im Kern wohl 16./17. Jahrhundert, Außenerscheinung 18. Jahrhundert Zugehörige traufständige Scheune | D-4-77-164-23 | Wohnhaus                      |
| Schwalbach (Standort)                   | Wasserwerk mit Pumpenanlage | Über einem Wasserlauf errichteter eingeschossiger Satteldachbau mit technischer Ausstattung von 1891 | D-4-77-164-29 | Wasserwerk mit Pumpenanlage   |

### Schirradorf
| Lage       | Objekt                                        | Beschreibung                | Akten-Nr.     | Bild                                          |
| ---------- | --------------------------------------------- | --------------------------- | ------------- | --------------------------------------------- |
| (Standort) | Kriegerdenkmal für die Gefallenen von 1939–45 | Achtseitiger Pfeiler, Stein | D-4-77-164-33 | Kriegerdenkmal für die Gefallenen von 1939–45 |

### Zedersitz
| Lage                   | Objekt        | Beschreibung                                            | Akten-Nr.     | Bild          |
| ---------------------- | ------------- | ------------------------------------------------------- | ------------- | ------------- |
| Zedersitz 4 (Standort) | Wohnstallhaus | Eingeschossiger Giebelbau, erste Hälfte 19. Jahrhundert | D-4-77-164-34 | Wohnstallhaus |

## Abgegangene Baudenkmäler
In diesem Abschnitt sind Objekte aufgeführt, die früher einmal in der Denkmalliste eingetragen waren, jetzt aber nicht mehr existieren, z. B. weil sie abgebrochen wurden. Aktennummern in diesem Abschnitt sind ehemalige, jetzt nicht mehr gültige Aktennummern.

| Lage                                    | Objekt     | Beschreibung                                                   | Akten-Nr.     | Bild |
| --------------------------------------- | ---------- | -------------------------------------------------------------- | ------------- | ---- |
| Großenhül Fuhrweg Großenhül – Leesau () | Grenzstein | Von 1699; „Nr. 16: Am Weg so von Großenhül auf Neudorff gehet“ | D-4-77-164-17 |      |